# Bersaljeri
Bersaljeri (ponegdje i beršaljeri) su bili paravojna stranačka formacija talijanskih iredentista, autonomaša, u Dalmaciji, Istri i Splitu krajem 19. stoljeća. Naziv dolazi od tal. bersaglieri, strijelci. Taj naziv nosila je prvotno jedna vrsta pješaštva u talijanskoj vojsci od 1836., da bi kasnije dobio puno šire značenje. Ti beršaljeri, koje su inače nazivali italianissimi, bili su članovi tobožnjega streljačkog udruženja, nosili su uniformu i bili naoružani te bili svojevrsna Bajamontijeva privatna milicija. Regrutirao ih je, kao i općinsko redarstvo, iz redova nepismenih i odnarođenih stanovnika splitskih predgrađa. Ta "tradicija" obnovljena je za talijanske okupacije u Drugom svjetskom ratu u liku batinaša.

## Bajamontijevo vrijeme
Krajem ožujka 1880. objavljena je odluka bečke vlade po kojoj je u cijeloj Dalmaciji od iduće školske godine službeni jezik hrvatski, na što su žestoko reagirali talijanaši Dalmacije, pogotovo Splita, tvrdeći: „Naše su srednje škole osuđene! S novom školskom godinom bit će pohrvaćene.“ Hrvati Splita i okolice bučno su slavili uvođenje hrvatskog jezika u škole, a talijanaška strana je uzvratila krvavim nasiljem, kako piše Frano Baras u članku Teško je bilo Hrvatom biti:
| „ | Kada je 4. travnja 1880. Narodna glazba „praćena neprestanim i oduševljenim klicanjem velikog mnoštva obilazila grad svirajući narodne davorije“, njihovi plaćenici i šesnaest općinskih redara nasrnu na nju kamenjem i batinama. Narodni list od 10. travnja objavljuje o tim događajima uvodnik pod naslovom Neredi u Splitu u kojemu među ostalim piše: „Nije ovo po prvi put da se u Spljetu, pod upravom dr Bajamonta, događaju prizori, kojih nije viditi nigdje u našoj zemlji, i koji su na sramotu njemu i gradu.“ Autonomaško-iredentistički teror raste iz dana u dan. Grupa od „četrdeset janjičara“ dogovara 6. travnja u krčmi Manola fizički napad na dr. Gaju Bulata, vođu Narodne stranke koji je imao otputovati u Beč. Istog popodneva petnaestorica terorista posjećuju Bajamontija, koji odobrava njihov plan i obećava im potporu gradskog redarstva. Plan ipak nije uspio jer je velika povorka narodnjaka otpratila Bulata i njegovu suprugu sve do parobroda u gradskoj luci. Istoga dana, 10. travnja, bijesni zbog osujećena napada, autonomaški plaćenici iskaljuju mržnju na osamljenom čuvaru Narodne čitaonice i prozorima zgrade. Poslije dva dana, 12. travnja, premlate namrtvo poštanskoga službenika Mitrovića. Poslijepodne 14. travnja nasrću na ravnatelja splitske realke Lovru Borčića dok je sa suprugom šetao put Poljuda. Narodni list komentira te događaje: „Od 4. tek. mj. otkako se narodna stranka usudila glazbom proslaviti veliki događaj, svaki dan, kad zađe sunce, pošten građanin mora daje stook, da pazi straga, s boka da nebi koji lopov ‘iredentovac’ nanj nasrnuo i usmrtio ga.“ Splitski narodnjaci i većina građana unatoč svemu daju oduška svom oduševljenju. Organiziraju se masovni izleti u Vranjic i Solin uz pratnju Narodne glazbe. Na povratku u grad pjevaju narodne pjesme i vijore hrvatske trobojnice. Sve to smeta autonomašima, a njihovo glasilo, koje inače nazivaju domovinskim novinama (patrio giornale), piše da se time vrijeđa njihova „ljubav prema vlastitom jeziku (talijanskom), poštovanje prema vlastitom porijeklu, čast vlastite prošlosti, jednom riječju građanski osjećaji“ i naglašava: „Neka o svemu ovome povede računa c. k. policija!“ Zahtijevaju neka se zabrani održavanje večernje škole koju je za sinove siromašnih težaka besplatno vodio mladi učitelj Frano Bradić. A naročito neka se zabrani održavanje proslave koju „hrvatska mafija“ (maffia croata) priprema u nedjelju 11. travnja u čast „službenog nasilja nad Dalmacijom“, kada će iz Kaštela doći „rulja crvenokožaca“ (masnada di pelli-rosse). Ako c. k. policija ne poduzme mjere, neka se zna da će te večeri biti „veoma vruće“ (fara assai caldo). Iduće nedjelje, 18. travnja, svečani sobet počeo je rano poslijepodne u Slavjanskom napredku. Pribivali su brojni uzvanici. Među njima načelnici općina Splitskog kotara, Mihovil Pavlinović, zastupnik, Juraj Biankini, urednik Narodnog lista. Govore su održali: dr. Ivan Mangjer, predsjednik Slavjanskog napredka Lovro Borčić, ravnatelj Realne gimnazije, dr. Cega, Petar Tartalja, pravnik Jurić. Navečer je priređena predstava, a zatim ples. Iste večeri došlo je do teškog incidenta u Velom varošu pokraj crkve sv. Križa. Dvadesetak „iredentovskih lopova“ dočekalo je „četiri hrvatska varošana“ i žestoko ih napalo. Bilo je više ozlijeđenih, a jedan od Bajamontijevih plaćenika ostao je ležati smrtno ranjen. Narodni list je komentirao: „Vjerujte da poštenom čovjeku mora da dogusti iznimno stanje u kojem se već od osamnaest godina nalazi ovo nesretno mjesto...“ – dakle otkako je Bajamonti bio izabran gradonačelnikom. | ” |
|   | |   |

Uz ostale projekte u gradu,  gradonačelnik Antonio Bajamonti je doveo vodovod u Split. Prvi rezervoar obnovljena Dioklecijanova vodovoda Bajamonti je svečano otvorio 14. ožujka 1880., i to baš na rođendan talijanskoga kralja Umberta. Po njegovu naređenju grad je bio okićen talijanskim zastavama. Bersaljeri su u svečanim uniformama, pod oružjem, noseći talijanske zastave, izvodili vježbe na strelištu. Poslije su marširali gradom pjevajući – teškom mukom naučene – iredentističke pjesme. Tako se otvaranje splitskog vodovoda bilo pretvorilo u veliku protalijansku manifestaciju. O svemu tome pisao je čak i praški list Politik.

## Drugi svjetski rat
Bersaljeri su se obnovili za vrijeme talijanske okupacije u Drugom svjetskom ratu u narodu poznati kao batinaši.

## Vanjske poveznice
- MVAC, 2. svj. rat